# Harry Boland
Henry James "Harry" Boland (irlandés: Enri Ua Beolláin) (Dublín, 27 de abril de 1887-Ib., 2 de agosto de 1922) fue un político republicano irlandés y miembro del Dáil Éireann, la asamblea (conformada como Cámara Baja) constituida en el Estado Libre Irlandés.

## Primeros años
Harry Boland nació en el barrio de Phibsborough, Dublín, el 27 de abril de 1887, hijo del miembro de la Hermandad Republicana Irlandesa (IRB) James Boland y de Kate Woods. Frecuentó en su juventud círculos de la Asociación Atlética Gaélica, llegando a participar en la final de 1914 del All-Ireland Football Championship de fútbol gaélico. En 1904 se incorporó, poco tiempo después de su hermano mayor Gerry, a la IRB, siguiendo los pasos de su padre, su tío y probablemente su abuelo.

## Nacionalismo irlandés
Harry, junto a su hermano Gerry y su otro hermano Ned, se alistó en los Voluntarios Irlandeses, tomando parte activa del Levantamiento de Pascua en abril de 1916 desde la Oficina Central de Correos. En las elecciones generales de 1918, Boland fue designado parlamentario en la Cámara de los Comunes del Reino Unido por el distrito irlandés de South Roscommon.
En las elecciones generales de 1918 Boland fue elegido para representar el asiento del Sur Roscommon. En línea con todos los parlamentarios del Sinn Féin elegidos en esa elección decidió no aceptar dicho asiento en Westminster, retirándose para aceptar un puesto en la Asamblea irlandesa (la primera Dáil Éireann). Posteriormente fue nombrado por Éamon de Valera como enviado especial de los Estados Unidos. Salió de Irlanda junto a Valera, quien había nacido en Nueva York en 1882, como parte de una campaña de sensibilización y apoyo para la causa irlandesa en Estados Unidos.
Boland negoció un préstamo de 25.000 dólares de la República de Irlanda a la URSS a través del jefe de la oficina soviética, Ludwig Martens, utilizando en la operación algunas joyas rusas, trasladadas a Irlanda cuando Boland regresó de su viaje.
Durante la Guerra de Independencia de Irlanda, Boland trabajo junto a Michael Collins, de quien era íntimo amigo.

## Guerra civil irlandesa
Boland fue un firme enemigo del Tratado anglo-irlandés junto con De Valera. Y en consecuencia, en la posterior guerra civil que se desataría en Irlanda, tomaría partido con el IRA, en el bloque antitratado. En 1922, fue reelegido al Dáil que representa Mayo Sur-Roscommon Sur. Boland fue fusilado por soldados del Ejército del Estado Libre Irlandés cuando intentaron arrestarlo en el Skerries Grand Hotel. Dos oficiales del Ejército del Estado Libre entraron en su habitación y Boland, desarmado, fue herido mortalmente de un disparo en el pecho.